# فيكلاتوزوماب
فيكلاتوزوماب هو جسم مضاد وحيد النسيلة مأنسن مصمم لعلاج بعض أنواع السرطان.
طورت أفيو الدوائية (AVEO Pharmaceuticals) فيكلاتوزوماب. وقد أعلنت أفيو الدوائية نتائج المرحلة الثانية من التجارب السريرية في مايو 2012. هذه التجارب درست مقارنة استخدام جيفيتينيب وحده مع استخدامه مع فيكلاتوزوماب في علاج سرطانة خلايا الرئة غير الصغيرة.